# Benecid
Benecid es una localidad y pedanía española perteneciente al municipio de Fondón, en la provincia de Almería, comunidad autónoma de Andalucía. Está situada en la parte central de la comarca de la Alpujarra Almeriense, a 3,7 km de la capital de municipio y a 58,8 km de la capital de la provincia, Almería. En 2021 tenía una población de 76 habitantes (INE).

## Geografía
La localidad de Benecid se encuentra situada en el curso alto del río Andarax ocupando su margen izquierdo y ambos lados del barranco homónimo. 
También se encuentra situada a los pies de Sierra Nevada y dentro del parque natural homónimo. Esta ubicación privilegiada otorga a Benecid un paisaje caracterizado por su topografía escalonada, con colinas suavemente onduladas y terrazas agrícolas que se extienden a lo largo de las laderas.

## Demografía
La población de Benecid ha experimentado un progresivo descenso entre los años 60 y finales de los 90. Su población en 2022 es de 67 habitantes empadronados, aunque los que residen de forma permanente no superan los 20 habitantes.[cita requerida]
Evolución de la población de Benecid: 
| 2000 | 2001 | 2002 | 2003 | 2004 | 2005 | 2006 | 2007 | 2008 | 2009 | 2022 |
| ---- | ---- | ---- | ---- | ---- | ---- | ---- | ---- | ---- | ---- | ---- |
| 81   | 86   | 83   | 72   | 72   | 66   | 65   | 78   | 72   | 72   | 67   |

## Monumentos

### Monumentos religiosos
- Iglesia de san Juan Bautista: Fue construida en el siglo XVI antes de la Guerra de las Alpujarras. En la segunda mitad del siglo XVIII, se le agrega un camarín. En el libro de las tecendería (1759-1764) el templo viene descrito como de planta rectangular de 7,45 x 4,32 m con tres naves, una central grande con linterna, cúpula y pechinas, flanqueada por otras dos pequeñas con bóvedas de cañón, en cuya decoración mural nos encontramos con elementos figurativos con la imitación de revestimientos de mármol.[4]

Iglesia de San Juan Bautista
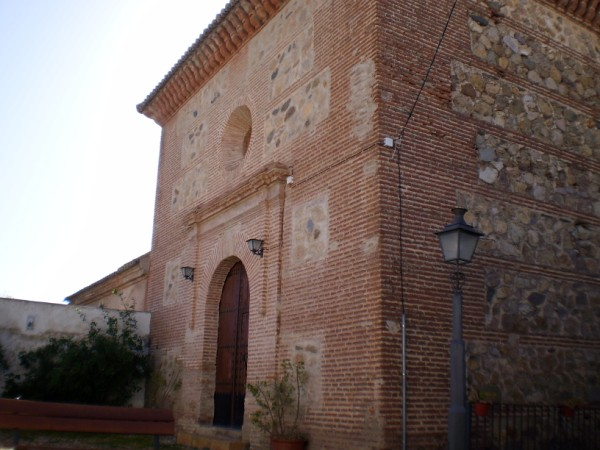
Entrada principal.
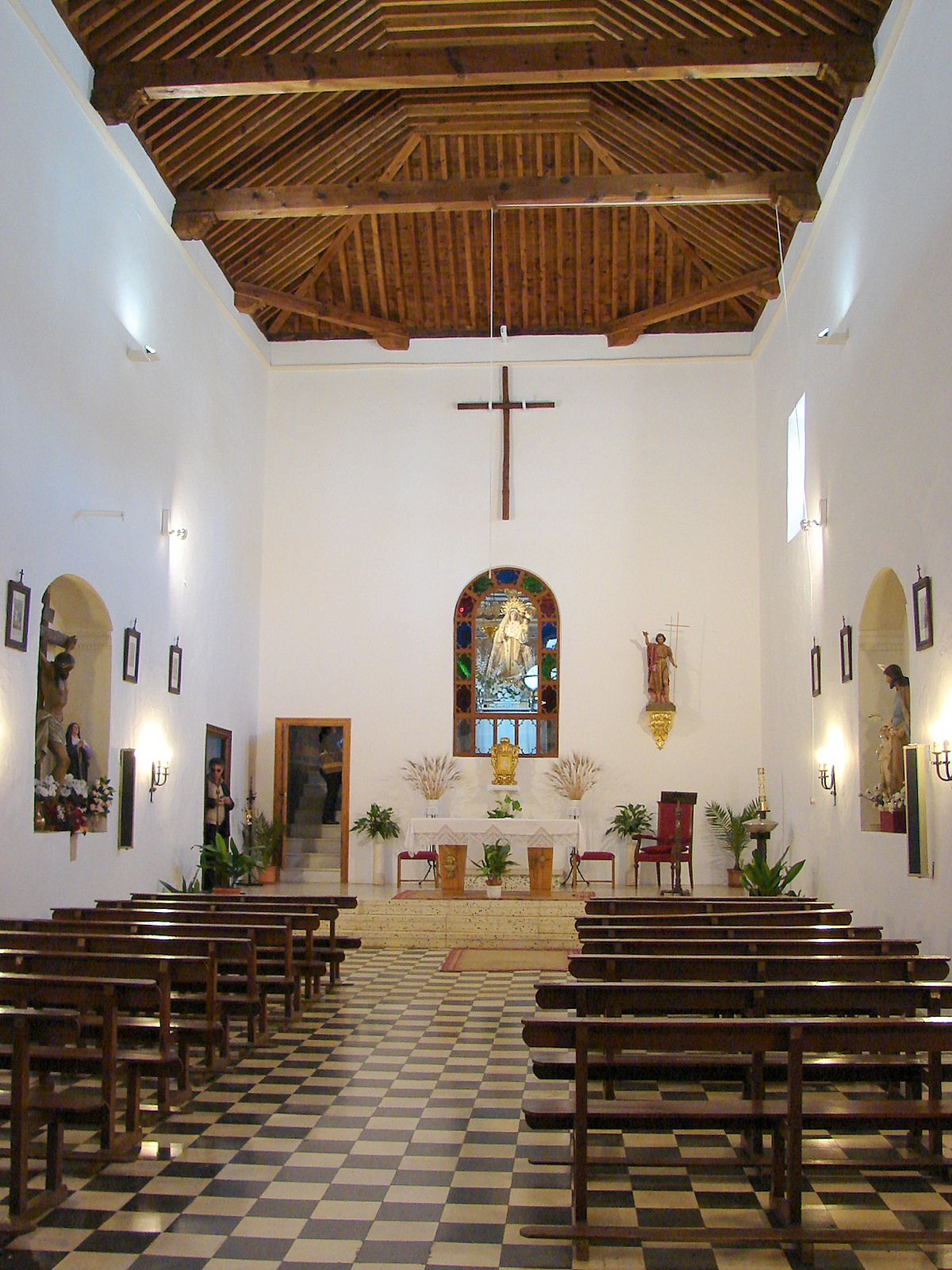
Interior.
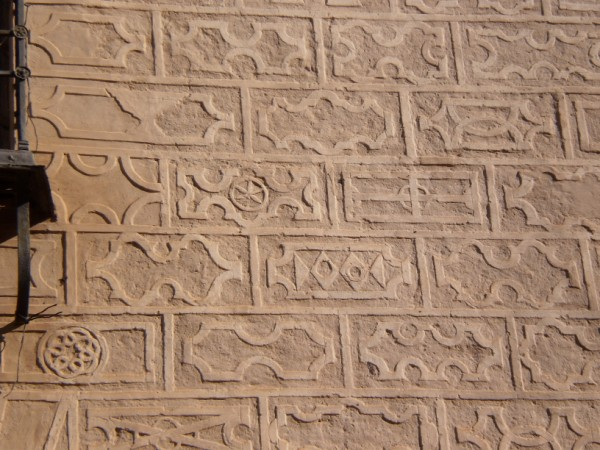
Detalle de la fachada.

### Monumentos civiles

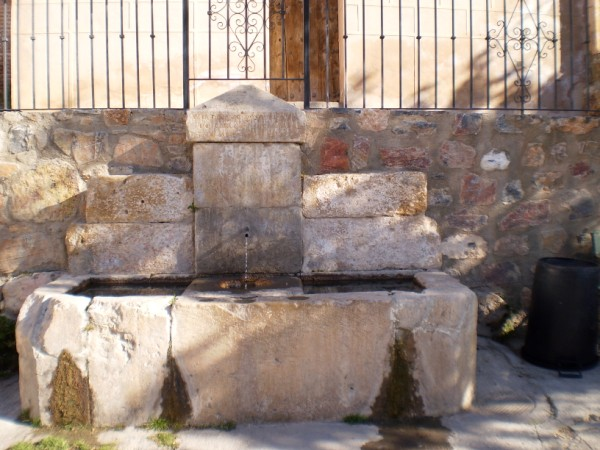
Fuente del pábilo, o de abajo.

- Fuente del pábilo, o de abajo.Fuente de arriba: Es una fuente situada enfrente del barranco de Benecid. Fue construida en 1846 y presenta dos caños. El agua llega de un manantial en un cercano aljibe de la época musulmana.

- Fuente de la plaza: Esta fuente fue construida  por el concejo de Fondón y fue conocida como la fuente de Pabilo. En ella existe una inscripción, en la que se alude a su construcción durante el reinado de Carlos IV en 1790.

### Museos
- Centro Río Andarax de Benecid ("El Museíllo" de Benecid). Fundando por Agustín Sánchez, Susana, Sauce, Montse y Luci.[5] Una veintena de espacios de interpretación que ofrecen al visitante distintas labores tradicionales de la comarca.[6]

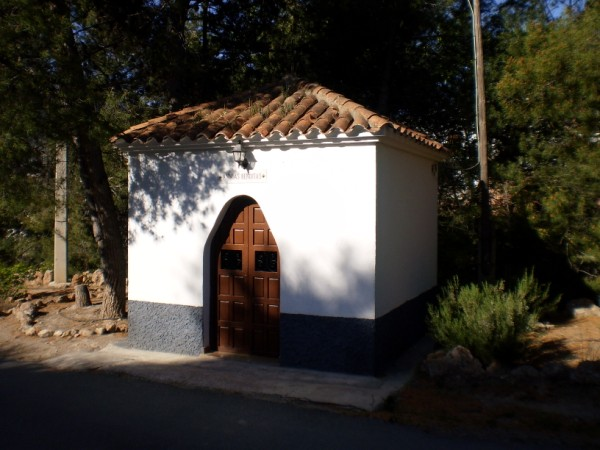
Ermita de las Ánimas.

## Cultura

### Fiestas populares
- Primeros de agosto Virgen de la Piedad y el Cristo de la Misericordia.
- 22 de mayo Santa Rita.[7]